# Terrance King
Terrance King (Bushkill, 15 novembre 1990) è un cestista statunitense.